# Municipalità locale di Molopo
La municipalità locale di Molopo (in inglese Molopo Local Municipality) è stata una municipalità locale del Sudafrica appartenente alla municipalità distrettuale di Dr Ruth Segomotsi Mompati, nella provincia del Nordovest.
Nel 2016 è stata soppressa e accorpata alla municipalità locale di Kagisano per costituire la municipalità locale di Kagisano/Molopo.
Il suo territorio si estendeva su una superficie di 12.473 km² ed era suddiviso in 4 circoscrizioni elettorali (wards). Il suo codice di distretto era NW395.

## Geografia fisica

### Confini
La municipalità locale di Molopo confinava a est con quella di Rat Lou (Ngaka Modiri Molema), a sudest con quella di Naledi, a sud con quella di Kagisano, a sudovest con quella di Joe Morolong (Kgalagadi/Capo Settentrionale), a ovest con Area della Gestione del Distretto NCDMA45 e a nord e a ovest con il Botswana.

### Città e comuni
- Molopo
- Pomfret

### Fiumi
- Disipi
- Doringlaagte
- Ganyesalaagte
- Khudunkgwelaagte
- Molopo
- Mosita se Laagte
- Phepane
- Tlakgamenglaagte